# Handbridge
Handbridge est un quartier de la ville de Chester en Angleterre, sur la rive sud de la rivière Dee.